# 견내량
견내량(見乃梁)은 경상남도 거제시 사등면 덕호리와 통영시 용남면 장평리를 잇는 거제대교의 아래 쪽에 위치한 좁은 해협이다. 길이는 약 3 km, 폭은 약 180m, 400m까지이다.임진왜란 때 한산 대첩의 주요 배경이자, 현재는 거제대교와 신거제대교가 걸쳐 있는 곳이다. \\.

## 역사

견내량, 한산도, 한산대첩 전투 해역

견내량은 고려시대에는 고려 의종이 1170년 - 1173년까지 만 3년간 거제도로 유배되어 전하도(殿下渡)로 불렸고, 임진왜란 때는 옥포해전과 한산해전의 주요 배경지가 되었다. 특히 한산해전은 7월 5일부터 7월 13일까지 견내량에서부터 한산도 앞바다 그리고 안골포 전투를 벌이는 시발점이 되었다.

## 같이 보기
- 거제대교  / 신거제대교
- 한산대첩